# Evaniidae
Las avispas Evaniidae son una familia de avispas parasíticas. Hay alrededor de 20 géneros con 400 especies descritas. Además existen 11 géneros fósiles y 20 especies fósiles. Están distribuidas por todo el mundo, excepto las regiones polares. Las larvas de estas avispas se alimentan de cucarachas y se desarrollan dentro de las ootecas de sus huéspedes.
Miden de 3 a 7 mm. Son negras, con apariencia de arañas. El metasoma (parte posterior del cuerpo) es muy característico porque está ubicado muy alto y es muy pequeño y comprimido lateralmente. Las antenas tienen 13 segmentos tanto en los machos como las hembras.
Se las encuentra en edificios, en lugares habitados por cucarachas.

## Taxonomía
Evanioidea parece estar relacionada con Megalyroidea, Trigonaloidea, y especialmente a Ceraphronoidea. Estas cuatro superfamilias forman un clado que podría ser considerado uno de los infraórden de Parasítica.

### Géneros vivientes
Algunos géneros son difíciles de ubicar. Posiblemente ocupen una situación basal.
- Géneros basales
  - Afrevania Benoit, 1953
  - Brachevania Turner, 1927
  - Vernevania
- Grupo Thaumatevania
  - Thaumatevania Ceballos, 1935
  - Micrevania Benoit, 1952
- Grupo Zeuxevania
  - Papatuka Deans, 2002
  - Parevania Kieffer, 1907 (puede pertenecer a Zeuxevania)
  - Zeuxevania Kieffer, 1902
- Grupo Evania
  - Evania Bradley, 1908
  - Prosevania Kieffer, 1911
  - Trissevania Kieffer, 1913
- Grupo Evaniella
  - Acanthinevania Bradley, 1908 (puede pertenecer a Evaniella)
  - Evaniella Bradley, 1905[3]
  - Szepligetella Bradley, 1908 (puede pertenecer a Evaniella)

Mesevania swinhoei fósil en ámbar de Burma

- Alobevania Kawada & Deans, 2008
- Grupo Hyptia
  - Brachygaster Leach, 1815
  - Semaeomyia Bradley, 1908
  - Decevania Huben, 2003
  - Evaniscus Szépligeti, 1903
  - Hyptia Illiger, 1807
  - Rothevania Philippi, 1871

### Géneros fósiles
Se conocen los siguientes fósiles:
- Eoevania Nel, Waller, Hodebert & De Ploeg, 2002
- Protoparevania Deans in Deans, Basibuyuk, Azar & Nel, 2004
- Cretevania Rasnitsyn, 1975 (incl. Eovernevania & Procretevania)
- Grimaldivania Basibuyuk, Fitton & Rasnitsyn in Basibuyuk, Rasnitsyn, Fitton & Quicke, 2000
- Iberoevania Peñalver et al., 2010
- Newjersevania Basibuyuk, Quicke & Rasnitsyn in Basibuyuk, Rasnitsyn, Fitton & Quicke, 2000
- Andrenelia Rasnitsyn & Martinez-Delclos, 2000
- Mesevania Basibuyuk & Rasnytsin in Basibuyuk, Rasnitsyn, Fitton & Quicke, 2000
- Lebanevania Basibuyuk & Rasnitsyn in Basibuyuk, Rasnitsyn, Fitton & Quicke, 2002
- Praevania Rasnitsyn 1991
- Botsvania Rasnitsyn & Brothers, 2007